# Skomack-Osada
Skomack-Osada (niem. Thalau) – osada w Polsce, położona w województwie warmińsko-mazurskim, w powiecie ełckim, w gminie Stare Juchy. Do 31 grudnia 2024 miejscowość nosiła nazwę Skomack Wielki.
W latach 1975–1998 miejscowość administracyjnie należała do województwa suwalskiego.